# Canton de Banon
Le canton de Banon est une ancienne division administrative française située dans le département des Alpes-de-Haute-Provence et la région Provence-Alpes-Côte d'Azur.

## Composition
Le canton de Banon regroupait neuf communes :
| Nom                 | Code Insee | Intercommunalité                  | Population (dernière pop. légale) |
| ------------------- | ---------- | --------------------------------- | --------------------------------- |
| Banon (chef-lieu)   | 04018      | CC Haute-Provence - Pays de Banon | 996 (2014)                        |
| L'Hospitalet        | 04095      | CC Haute-Provence - Pays de Banon | 89 (2014)                         |
| Montsalier          | 04132      | CC Haute-Provence - Pays de Banon | 118 (2014)                        |
| Redortiers          | 04159      | CC Haute-Provence - Pays de Banon | 66 (2014)                         |
| Revest-des-Brousses | 04162      | CC Haute-Provence - Pays de Banon | 275 (2014)                        |
| Revest-du-Bion      | 04163      | CC Haute-Provence - Pays de Banon | 577 (2014)                        |
| La Rochegiron       | 04169      | CC Haute-Provence - Pays de Banon | 93 (2014)                         |
| Saumane             | 04201      | CC Haute-Provence - Pays de Banon | 107 (2014)                        |
| Simiane-la-Rotonde  | 04208      | CC Haute-Provence - Pays de Banon | 590 (2014)                        |

## Histoire
À la suite du décret du 24 février 2014, le canton a fusionné avec celui de Reillanne, fin mars 2015, pour les élections départementales de 2015.

## Représentation

### Conseillers généraux de 1833 à 2015
| Période | Période           | Identité                                        | Étiquette                | Qualité |
| ------- | ----------------- | ----------------------------------------------- | ------------------------ | --- |
| 1833    | 1842              | Auguste Dieudonné Godefroy Clément (1803-1877)  |                          | Notaire, juge suppléant de la justice de paix maire de Banon |
| 1842    | 1846 (décès)      | Auguste Testanière de Miravail (?-1846)         |                          | Maire de Revest-du-Bion |
| 1846    | 1874              | Auguste Dieudonné Godefroy Clément              |                          | Notaire, maire de Banon |
| 1874    | 1880              | Joseph Marie Louis de Brassier Marquis de Jocas | Droite légitimiste       | Propriétaire à Mormoiron |
| 1880    | 1884 (décès)      | Célestin Félix Estelle                          | Républicain              | Notaire Maire de Simiane |
| 1884    | 1904              | Joseph-Auguste Moynier (1845-1910)              | Républicain              | Notaire aux Omergues |
| 1904    | 1910              | Jules Aubert                                    | Radical                  | Chauffeur d'autos à Banon |
| 1910    | 1910 (annulation) | Henri Jaubert                                   | Républicain progressiste | Propriétaire et huissier à Banon |
| 1910    | 1913 (démission)  | Jules Aubert                                    | Radical                  | Chauffeur d'autos à Banon |
| 1913    | 1940              | Pierre de Courtois                              | GD-Rad. puis PRS         | Avocat à la Cour d'Appel de Paris Sénateur (1930-1940) Président du Conseil Général (1919-1940) Nommé conseiller départemental en 1943 Membre du Conseil national (régime de Vichy) |
|         |                   |                                                 |                          | |
| 1945    | 1985              | Héloïs Castor (1907-1995)                       | SFIO puis PS             | Cultivateur Maire de Simiane, ancien conseiller d'arrondissement Président du Conseil général (1983-1985)                                                                           |
| 1985    | 2015              | Jean-Louis Adrian (petit-fils du précédent)     | PS et app.               | Directeur du comité économique lavande-lavandin Vice-président du Conseil général Maire de Simiane-la-Rotonde (1983-1995)                                                           |

### Conseillers d'arrondissement (de 1833 à 1940)
Le canton de Banon avait deux conseillers d'arrondissement.
| Période                                  | Période      | Identité                                           | Étiquette   | Qualité |
| ---------------------------------------- | ------------ | -------------------------------------------------- | ----------- | --- |
| 1833                                     | 1839         | Marc Joseph Jacques Théodore Estelle (1770-1848)   |             | Notaire à Simiane                                                                                           |
| 1833                                     | 1839         | Benoit Auguste Peyron                              |             | Propriétaire à Revest-des-Brousses                                                                          |
| 1839                                     | 1846 (décès) | Jules Joseph Victor Aurèle de Pontevès (1784-1846) |             | Ancien officier au 28ème régiment de dragons, maire de Revest-des-Brousses                                  |
| 1839                                     | 1842         | Auguste Testanière de Miravail                     |             | Maire de Revest-du-Bion (1805-1846)                                                                         |
| 1842                                     | 1848         | Joseph Louis Lamotte (1806-1878)                   |             | Médecin à Simiane, officier de santé                                                                        |
|                                          |              |                                                    |             | |
| 1892                                     |              | Emmanuel-Prudent Carretier                         | Républicain | Négociant à Barras                                                                                          |
|                                          |              |                                                    |             | |
| 1913                                     | 1931         | M. Pélissier                                       |             | |
| 1913                                     |              | M. Don                                             | Radical     | |
|                                          |              |                                                    |             | |
| 1931                                     | 1937         | Hubert Maurel                                      | Radical     | Maire de Revest-du-Bion                                                                                     |
| 1937                                     | 1940         | Marcellin Bonnefoy                                 | SFIO        | Président de l'Amicale des Anciens Combattants, Revest-du-Bion                                              |
| 1937                                     | 1940         | Héloïs Castor                                      | SFIO        | Cultivateur à Simiane                                                                                       |
| 1940                                     |              |                                                    |             | Les conseils d'arrondissement ont été suspendus par la loi du 12 octobre 1940 et n'ont jamais été réactivés |
| Les données manquantes sont à compléter. |              |                                                    |             | |

## Démographie
| 1962  | 1968  | 1975  | 1982  | 1990  | 1999  | 2006  | 2011  | 2012  |
| ----- | ----- | ----- | ----- | ----- | ----- | ----- | ----- | ----- |
| 1 971 | 2 248 | 2 143 | 2 393 | 2 413 | 2 486 | 2 874 | 2 980 | 2 989 |